# Grammacephalus pallidus
Grammacephalus pallidus är en insektsart som beskrevs av Rauno E. Linnavuori 1978. Grammacephalus pallidus ingår i släktet Grammacephalus och familjen dvärgstritar. Inga underarter finns listade i Catalogue of Life.